# Patrick Paulo
Pour les articles homonymes, voir Paulo.
Patrick Paulo, né le 11 février 1968 à Namur, est un producteur, réalisateur, scénariste et journaliste belge.

## Biographie
Il est diplômé de l’INSAS en réalisation cinéma.
Spécialisé dans les matières culturelles, en septembre 2006, il crée et produit l’émission Cinquante Degrés Nord qui est la quotidienne d’ARTE Belgique,,,,. L’émission Cinquante Degrés Nord va être diffusée pendant huit saisons et il y aura plus de 1 600 émissions.
En 2015, il crée l’agence de presse culturelle « az-za.be » qui est aussi une plate-forme culturelle accessible au public,.
En 2016, il crée l’émission culturelle Club Culture sur la chaîne Club RTL.
Il est aussi le réalisateur de nombreux documentaires, dont Don Quichotte les coulisses d’un opéra, Mons 2015 un destin partagé, et 216 mois,,.